# Romániai magyar irodalomkritika
A kritika az irodalmi, színház- és képzőművészeti, zenei és tudományos művek, irányzatok, szakaszok ismertetése, értelmezése és értékelése. Velejárója a műalkotásnak, elősegíti annak befogadását a közönség részéről. Tárgyának megfelelően van irodalomkritika, művészetkritika (művészettörténet), színikritika, zenekritika és tudománykritika.

## Előzmények, háttér
A magyar irodalomtörténetben Bajza József Kritikai Lapokja (1831–36), Arany János Koszorúja (1863–65) és Benedek Elek Magyar Kritikája (1897–99) adott korábban önálló folyóirat-keretet az irodalomkritika műveléséhez; ezt követte Budapesten az 1962-ben indult, 1972-ben új folyamba lépett Kritika. Egyébként átfogó irodalomkritika-történet helyett ma is inkább csak a lapok és folyóiratok alkalmi kritikai rovataiban kap helyet a művek bemutatása és elemzése. Legfeljebb egy-egy részletfeldolgozással találkozunk; ezek közül kiemelkedik Komlós Aladár Gyulaitól a marxista kritikáig c. munkája (Budapest, 1966), amely feleleveníti a 19. század utolsó évtizedeinek kritikai harcát a Jókai-korszak romantikájával.